# Heroi de ratlles
Heroi de ratlles (títol original en anglès: Racing Stripes) és una pel·lícula estatunidenca i sud-africana del 2004. La pel·lícula, dirigida i escrita per Frederik Du Chau, barreja imatges reals, animatrònica i animació digital. Ha estat doblada al català.

## Argument
Una petita zebra d'un circ és abandonada accidentalment després d'una terrible tempesta. El pobre animal és rescatat per Nolan Walsh, un antic criador de cavalls que la porta a la seva granja. Allà la seva filla Channing cuida del poltre al que posa de nom  Ratlles i que coneixerà tot un grup d'inadaptats: Tucker, un poni rondinaire; Franny, una sàvia cabra; Cacatua, un pelicà de la ciutat ara descansant en el camp; Reggie, un gall una mica histèric i el gos Lightning, un tranquil cuidador de la casa. Al costat de la seva nova llar Ratlles descobreix la finca Darlymple, on cavalls pura sang entrenen per guanyar la carrera de Kentucky, la més important. La primera vegada que la zebra ho veu, entén que ha trobat el propòsit de la seva vida, i encara que no és un cavall, la pista de carreres no li impedirà intentar guanyar la carrera.

## Repartiment
- Bruce Greenwood: Nolan Walsh
- Hayden Panettiere: Channing Walsh
- M. Emmet Walsh: Woodzie

(Veus)
- Frankie Muniz: Stripes
- Mandy Moore: Sandy
- Jeff Foxworthy: Reggie
- Joe Pantoliano: Goose
- Snoop Dogg: Lightning
- Steve Harvey: Buzz
- David Spade: Scuzz
- Dustin Hoffman: Tucker
- Whoopi Goldberg: Frannie
- Joshua Jackson: Trenton's Pride

## Crítica
- "(...) un divertit exercici a l'abast de tota la família (...) una gamberrada impensada que surt de la factoria Goma-escuma. (...) un exercici de delirant surrealisme, d'una incorrecció política evident i que tal vegada molesti a algun pare maula (que de tot hi ha), però que farà les delícies de qualsevol amant de la comicitat sense restriccions."[3]
- "Malgrat la seva producció impecable i la seva factura realista, la història peca de previsible i només alguns diàlegs destacables oferiran alguna sorpresa. (...) Puntuació: ★★ (sobre 5)."[4]